# Skenderovci (Brestovac)
Skenderovci is een plaats in de gemeente Brestovac in de Kroatische provincie Požega-Slavonië. De plaats telt 221 inwoners (2001).